# Vedanta Resources
Vedanta Resources ist ein britischer Bergbaukonzern mit Hauptsitz in London. Der Konzern fördert in Indien Aluminium, Kupfer, Zink und Blei. In Sambia betreibt Vedanta ein und in Australien zwei Kupferbergwerke.
Zum Konzern gehören die Unternehmen Bharat Aluminium Company, Konkola Copper Mines, Sterlite Industries und Madras Aluminium Company. Der Gründer von Sterlite Industries und Vedanta Resources ist der indische Milliardär Anil Agarwal, der Mitte der 1970er Jahre in Bombay als Schrotthändler begonnen hatte. Sein Vermögen wird vom Forbes-Magazin auf ca. 6,4 Mrd. US-Dollar geschätzt.
Mitte August 2010 wurde bekannt, dass Vedanta Resources 60 Prozent an der Rohölförderfirma Cairn India für 9,6 Mrd. US-Dollar übernehmen wolle.

## Kritik
2009 wurde das Unternehmen von Reprisk auf dem 2. Platz in der Liste der „im Umweltschutz und in sozialen Belangen am meisten umstrittenen multinationalen Unternehmen“ eingeordnet, 2010 auf Platz 3. 2012 wurden in Indien 47 indigene indische Dorfbewohner festgenommen, weil sie gegen die Verschmutzung ihres Landes protestiert hatten.
Die Vedanta-Kupferhütte in Thoothukudi (Indien) ist nur 14 Kilometer vom Gulf of Mannar Marine National Park entfernt und soll dennoch zur größten Kupferhütte der Welt ausgebaut werden. Am 22. Mai 2018 eröffneten Polizisten während einer Demonstration gegen den Ausbau das Feuer und töteten 13 Demonstranten. Daraufhin wurde der Betrieb vorerst geschlossen.